# Ornithocheirinae
De Ornithocheirinae zijn een groep pterosauriërs, behorende tot de Pterodactyloidea.
In 2014 benoemden Brian Andres, James Clark en Xu Xing een klade Ornithocheirinae naar Ornithocheirus.
Ze gaven een definitie als nodusklade: de groep bestaande uit de laatste gemeenschappelijke voorouder van Ornithocheirus simus Owen 1861 en Coloborhynchus clavirostris Owen 1874; en al diens afstammelingen.
De groep bestaat uit vrij grote soorten met lange kaken en grijptanden. Ze kan de zustergroep zijn van Cearadactylus. De groep ontstond vermoedelijk vroeg in het Krijt en omvat behalve de verankerende soorten ook Mythunga en Ferrodraco. Dit laatste geslacht is de laatste bekende vertegenwoordiger van de Ornithocheiromorpha en overleefde tot in het vroege Opper-Krijt.